# نشان چهلمین سالگرد خلق لهستان
نشان چهلمین سالگرد خلق لهستان (انگلیسی: Medal of the 40th Anniversary of People's Poland) یک نشان دولتی سابق لهستان است که توسط سیم در ۲۶ آوریل ۱۹۸۴ برای به رسمیت شناختن سهم کارگران خلق در توسعه دولت سوسیالیستی تأسیس شد. این نشان در مابین ۲۲ ژوئیه ۱۹۸۴ و ۲۲ ژوئیه ۱۹۸۵ اهدا می‌شد. این نشان در سال ۱۹۹۲ منحل شد.